# Little Bowden
Little Bowden eller Bowden-Parva är en ort i unparished area Market Harborough, i distriktet Harborough, i grevskapet Leicestershire i England. Little Bowden var en civil parish fram till 1927 när blev den en del av Market Harborough. Civil parish hade 2 768 invånare år 1921. Byn nämndes i Domedagsboken (Domesday Book) år 1086, och kallades då Bugedone.